# Mikiko
Mikiko ist ein weiblicher japanischer Vorname.

## Bekannte Namensträgerinnen
- Mikiko Kainuma (* 1950), japanische Klimawissenschaftlerin
- Mikiko Ponczeck (* 1984), deutsch-japanische Comiczeichnerin
- Mikiko Takada (* um 1955), japanische Badmintonspielerin
- Mikiko Yoshioka (* 1964), japanische Skeletonpilotin